# گربه گرم

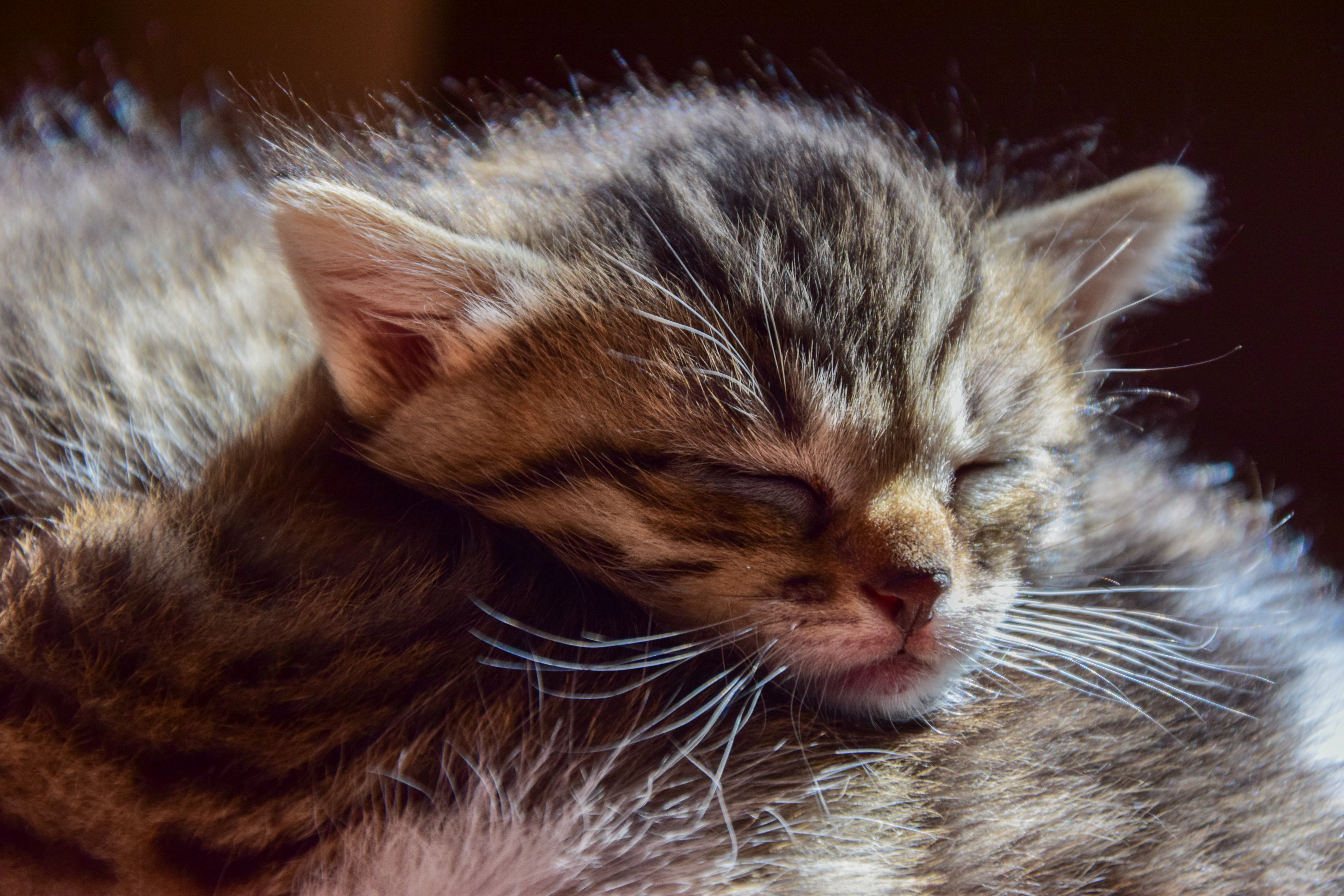
بچه گربه های یک ماهه

گربه گرم یک ترانهٔ کودکانه است که توسط شخصیت‌های شلدون کوپر و پنی در سریال سیتکام آمریکایی تئوری بیگ بنگ با نام «گربهٔ نرم» به شهرت رسید.
در تئوری بیگ بنگ، این آهنگ توسط شلدون به عنوان آهنگی که مادرش در زمان بیمار شدن شلدون برایش می‌خوانده یاد می‌شود. متن ترانه در سریال، عبارت است از :
soft kitty, warm kitty, little ball of fur! Happy kitty, sleepy kitty, purr purr purr
یک صحنه در سریال، منشأ آهنگ در دوران کودکی شلدون را نشان می‌دهد و در سریال شلدون جوان هم این صحنه که شلدون به آنفولانزا مبتلا شده و مادرش ماری، این آهنگ را برایش می‌خواند نشان داده شده.